# Vaghuhas
Vaghuhas (armeniska: Վաղուհաս, azerbajdzjanska: Qozlu) är en ort i Azerbajdzjan.   Den ligger i distriktet Kəlbəcər Rayonu, i den centrala delen av landet, 290 km väster om huvudstaden Baku. Vaghuhas ligger 988 meter över havet och antalet invånare är 638.
Terrängen runt Vaghuhas är kuperad åt nordväst, men åt sydost är den bergig. Runt Vaghuhas är det ganska glesbefolkat, med 32 invånare per kvadratkilometer.. Närmaste större samhälle är Aterk, 6,7 km nordost om Vaghuhas. 
I omgivningarna runt Vaghuhas växer i huvudsak blandskog.